# Ueli Luginbühl
Ueli Luginbühl (Sangerhausen, Alemania, 2 de diciembre de 1941–Zollikerberg, 30 de noviembre de 2010) fue un deportista suizo que compitió en ciclismo en la modalidad de pista. Ganó una medalla de bronce en el Campeonato Mundial de Ciclismo en Pista de 1963, en la prueba de medio fondo.

## Medallero internacional
| Campeonato Mundial | Campeonato Mundial | Campeonato Mundial | Campeonato Mundial |
| Año                | Lugar              | Medalla            | Competición        |
| ------------------ | ------------------ | ------------------ | ------------------ |
| 1963               | Rocourt (Bélgica)  | Medalla de bronce  | Medio fondo (A)    |